# Józef Antoni Puchała
Józef Antoni Puchała herbu Puchała – pisarz ziemski bracławski, szambelan królewski w 1784 roku, konsyliarz konfederacji generalnej koronnej w konfederacji targowickiej.
W 1782 roku był mecenasem Trybunału Głównego Koronnego w Lublinie.